# Psychoda formosana
Psychoda formosana és una espècie d'insecte dípter pertanyent a la família dels psicòdids.

## Descripció
- La placa subgenital de la femella és més llarga que ampla.[4]

## Distribució geogràfica
Es troba a Taiwan, Borneo, Sri Lanka, l'Índia, les illes Ryukyu i les illes Filipines (Mindanao).